# Tuol Sleng
Tuol Sleng je muzeum genocidy nacházející se v hlavním městě Kambodže, Phnompenhu. Bývalé školní budovy sloužily letech 1975–1979 jako vězení (označení S-21), ve kterém bylo v průběhu vlády Rudých Khmerů uvězněno zhruba 16 000 lidí. Uvěznění přežilo pouze 12 vězňů, ostatní byli popraveni nebo umučeni. Z 300členného personálu věznice byl za tento hrůzný čin odsouzen pouze jeden člověk, bývalý ředitel věznice Kang Kek Ieu (přezdívaný Duch), a to na 35 let.(nepodloženo)
Do věznice byli odváženi zejména političtí nepřátelé režimu nebo lidé, kteří byli obviněni během čistek ve straně. Odváženi do věznice byli spolu s jejich rodinami, stávalo se pouze výjimečně, že byla žena (nebo muž) ponecháni doma, když byl jejich partner během čistek obviněn.
Každý nový vězeň byl vyfotografován, zařazen do kartotéky, odveden do cely, ve které musel dodržovat přísná pravidla (sedět svázaný, nehýbat se, neotáčet se). Pokud tato pravidla nedodržel, byl fyzicky potrestán (např. 100 ran bičem).
Vězni byli poté mučeni a nuceni se doznat ke spolupráci s CIA a KGB. Mučení trvalo do chvíle, než se obviněný přiznal. Přiznání bylo posléze zaprotokolováno a podepsáno vězněm, který byl poté odvezen a s ostatními popraven ranou do hlavy a podříznutím hrdla.
Malé děti byly popravovány bez výslechu, většinou několik dní po nástupu do věznice.
V několika případech obsahuje složka vězně více fotografií, a to proto, že vězeň během výslechu podlehl následkům mučení a zemřel. V takovém případě byl mrtvý nebo umírající vyfocen a smrt byla zadokumentována.